# Ветбрук
Ветбру́к (фр. Weitbruch) — коммуна на северо-востоке Франции в регионе Гранд-Эст (бывший Эльзас — Шампань — Арденны — Лотарингия), департамент Нижний Рейн, округ Агно-Висамбур, кантон Брюмат. До марта 2015 года коммуна административно входила в состав кантона Агно.
Площадь коммуны — 15,11 км², население — 2662 человека (2006) с устойчивой тенденцией к росту: 2789 человек (2013), плотность населения — 184,6 чел/км².

## Население
Население коммуны в 2011 году составляло 2672 человека, в 2012 году — 2730 человек, а в 2013-м — 2789 человек.
| 1962 | 1968 | 1975 | 1982 | 1990 | 1999 | 2006 | 2008 | 2011 | 2012 | 2013 |
| ---- | ---- | ---- | ---- | ---- | ---- | ---- | ---- | ---- | ---- | ---- |
| 1725 | 1909 | 2083 | 2264 | 2323 | 2473 | 2662 | 2660 | 2672 | 2730 | 2789 |

Динамика населения:

## Экономика
В 2010 году из 1800 человек трудоспособного возраста (от 15 до 64 лет) 1395 были экономически активными, 405 — неактивными (показатель активности 77,5 %, в 1999 году — 75,4 %). Из 1395 активных трудоспособных жителей работали 1313 человек (702 мужчины и 611 женщин), 82 числились безработными (37 мужчин и 45 женщин). Среди 405 трудоспособных неактивных граждан 135 были учениками либо студентами, 172 — пенсионерами, а ещё 98 — были неактивны в силу других причин.

## Достопримечательности (фотогалерея)

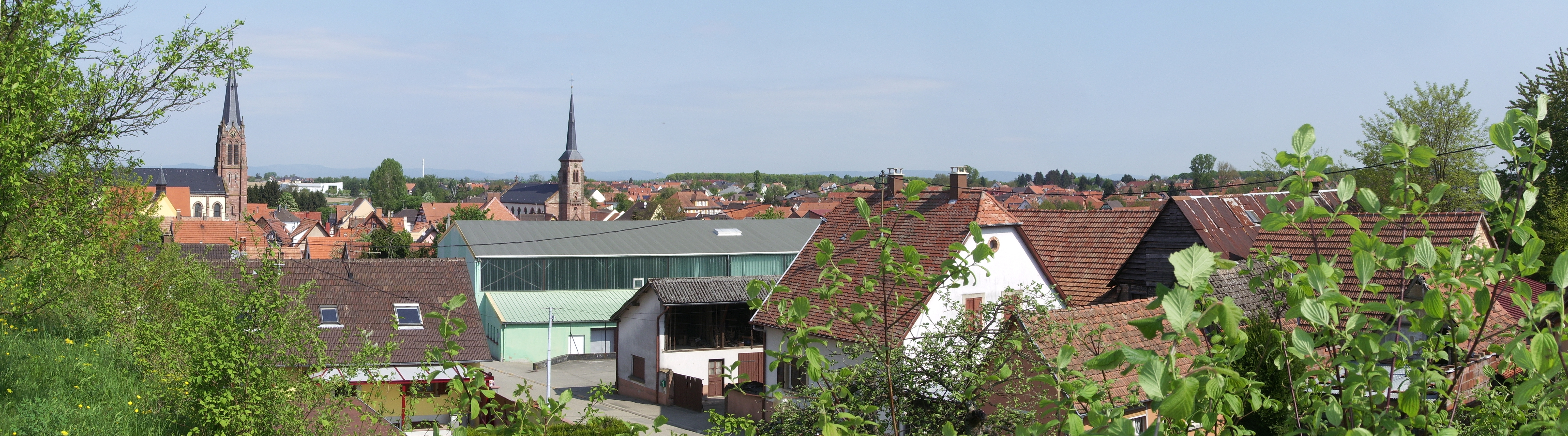
Вид на коммуну

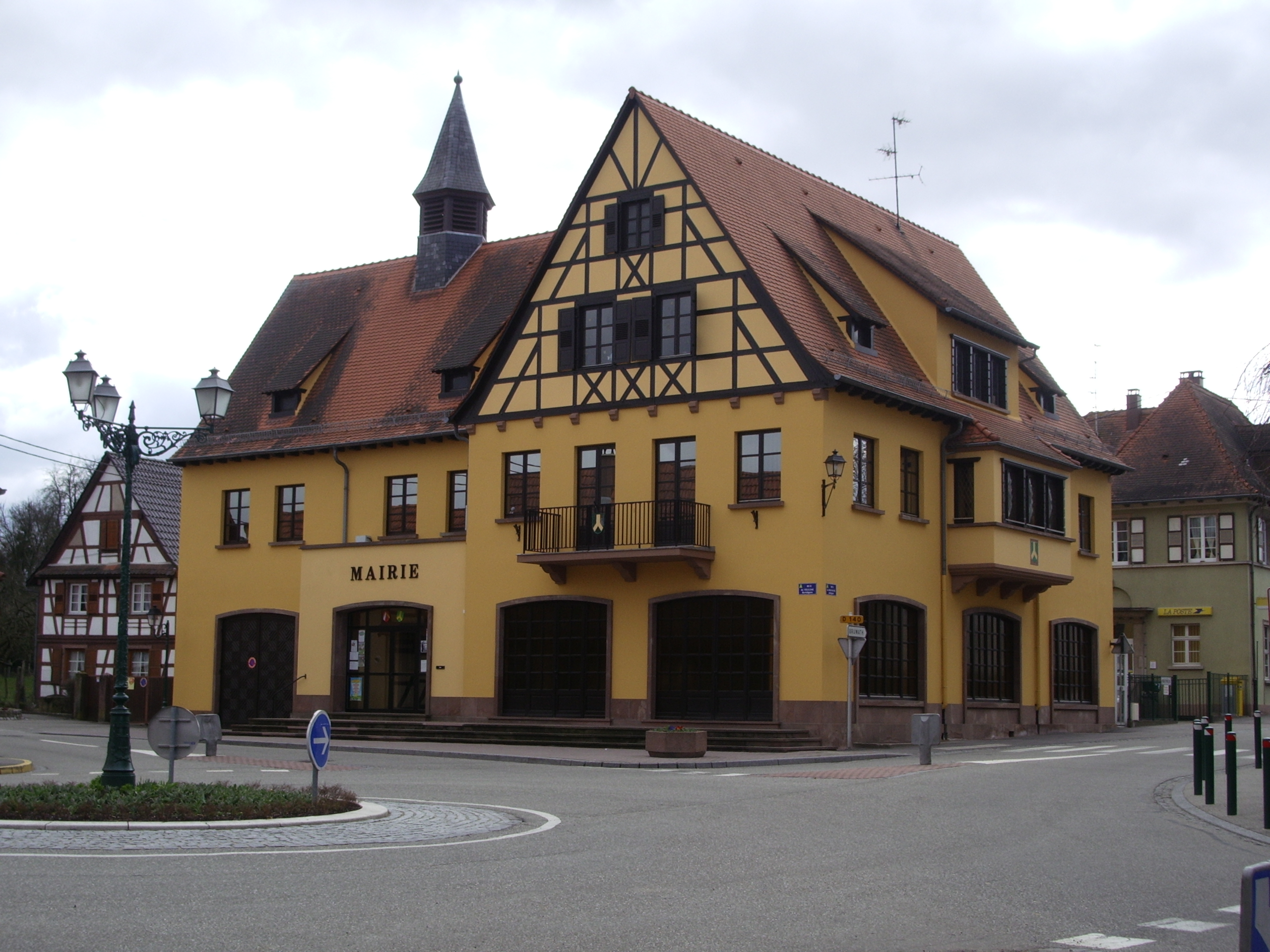
Здание мэрии
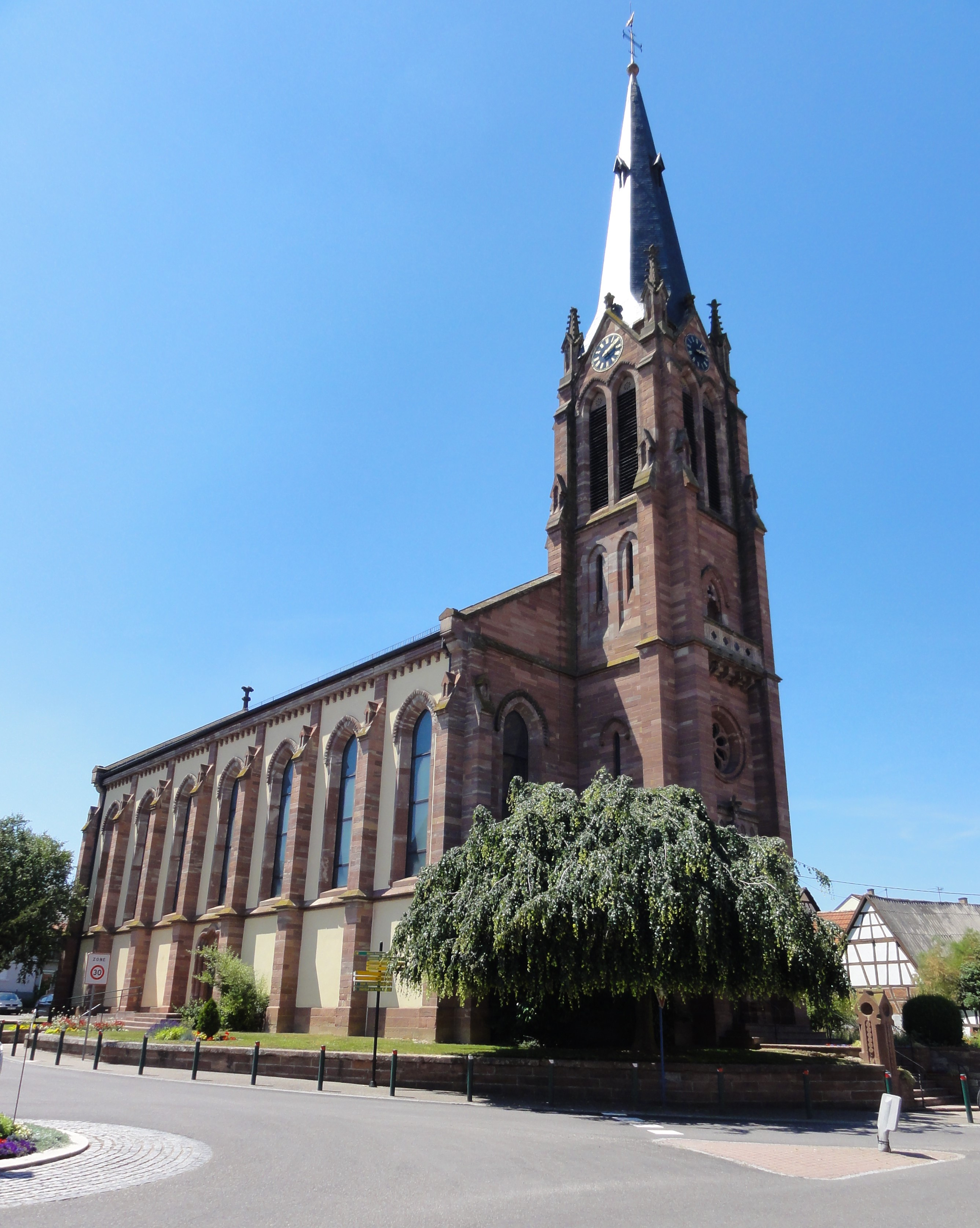
Лютеранская церковь
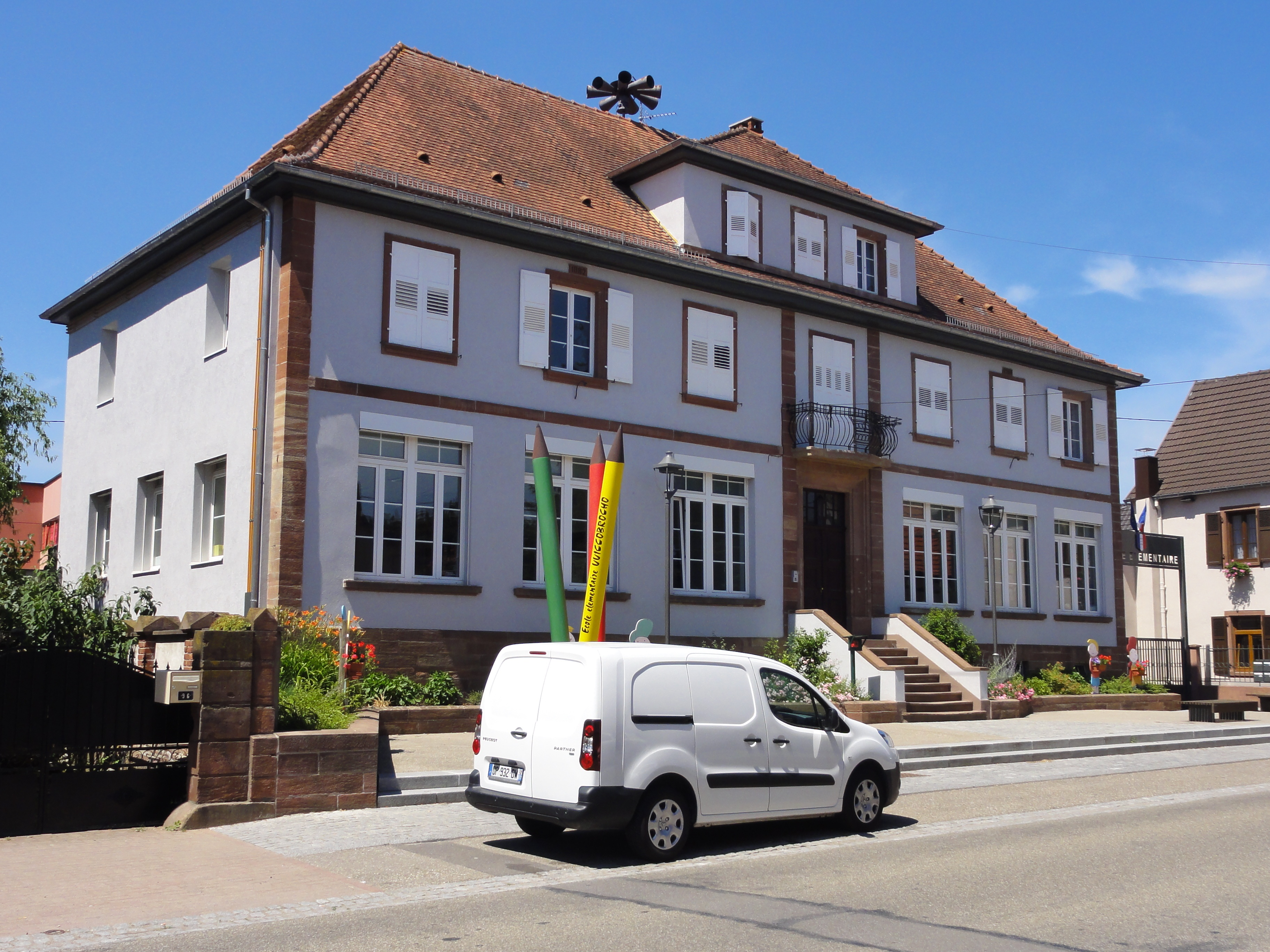
Здание школы